# Rerun van Pelt
Rerun James van Pelt is een personage uit de Amerikaanse stripserie Peanuts. Hij is het broertje van Lucy en Linus.

## Introductie
Rerun maakte zijn debuut in de strip als onzichtbaar personage in 1972. Lucy krijgt er te horen dat ze een nieuw broertje had gekregen, tot haar grote afschuw daar ze zich net van haar broertje Linus had ontdaan.
Rerun verscheen voor het eerst in beeld op 26 maart 1973.
Rerun, wat Engels is voor herhaling, dankt zijn naam aan het feit dat Lucy zijn komst zag als een herhaling van de geboorte van Linus.

## Personage
Rerun lijkt sterk op een kleinere versie van Linus. Aanvankelijk wordt hij door Lucy net zo behandeld als Linus, maar al snel komt hij op beter voet te staan met haar. Hierna wordt ze zijn mentor. Ook Linus probeert Rerun geregeld dingen te leren, zo probeert hij Rerun te laten geloven in de grote pompoen.
In Reruns eerste grote verhaallijn wordt hij als baby gerekruteerd in Charlie Browns honkbalteam. Hij raakt betrokken bij een gokschandaal waardoor het team een van hun weinige overwinningen moet opgeven. In deze verhaallijn kan Rerun nog niet praten. Later gaat hij zich uitdrukken in denkballonnetjes.
In de jaren 80 kwam Rerun vrijwel niet voor in de strips, maar in de jaren 90 werd hij een van de hoofdpersonages. Hij is dan een kind van een jaar of zes geworden. Veel van de strips uit deze periode spelen zich af vanuit Reruns perspectief en draaien om het feit dat hij moet leren leven met het feit dat hij de kleinste van de groep is, en ook zo behandeld wordt. Rerun probeert ook geregeld vrienden te worden met Snoopy, wat vaak alleen lukt als Rerun hem koekjes geeft. Tevens probeert Rerun in de laatste jaren van de strip geld te verzamelen om zelf een hond te kunnen kopen.
Een running gag omtrent Rerun is dat hij zich onder zijn bed verstopt om niet naar school te hoeven.